# دهستان فاروج
دهستان فاروج دهستانی در بخش مرکزی شهرستان فاروج استان خراسان شمالی است